# Les Californies
Cet article possède un paronyme, voir Californie (homonymie).
1768–1804
Entités précédentes :
- Amérindiens

Entités suivantes :
- Haute-Californie
- Basse-Californie

Les Californies, en espagnol Las Californias, est le nom d'une province instituée en 1768 de la vice-royauté de Nouvelle-Espagne (1535-1821).
Les Espagnols, présents en Nouvelle-Espagne (l'ancien Empire aztèque conquis par Hernán Cortés), à partir de 1521, découvrent la péninsule de Basse-Californie dès 1540 et les territoires de la Haute-Californie à partir de 1600. Ce n'est qu'en 1770 qu'est fondée la ville de Monterey, qui devient la capitale des Californies. 
En 1804, cette province est divisée entre la Basse-Californie, établie sur la péninsule de Basse-Californie, aujourd'hui territoire mexicain, et la Haute-Californie, qui correspond à l'actuel État américain de Californie.

## Histoire

### La découverte de la Basse-Californie et le mythe de l'île de Californie
Le golfe de Californie (Mar de Cortés) est reconnu dès les années 1535-1540 par les expéditions organisées par Hernán Cortés, puis Antonio de Mendoza, notamment celles de Francisco de Ulloa (1539) et de Hernando de Alarcón (1540) qui atteignent le fond du golfe et l'embouchure du Colorado.
Cependant, les cartographes représentent ensuite systématiquement la péninsule comme une île, appelée California, erreur commise en relation avec un roman de chevalerie publié en 1510 à Séville et avec le mythe du détroit d'Anián : le mythe de l'île de Californie disparaît seulement au XVIIIe siècle.

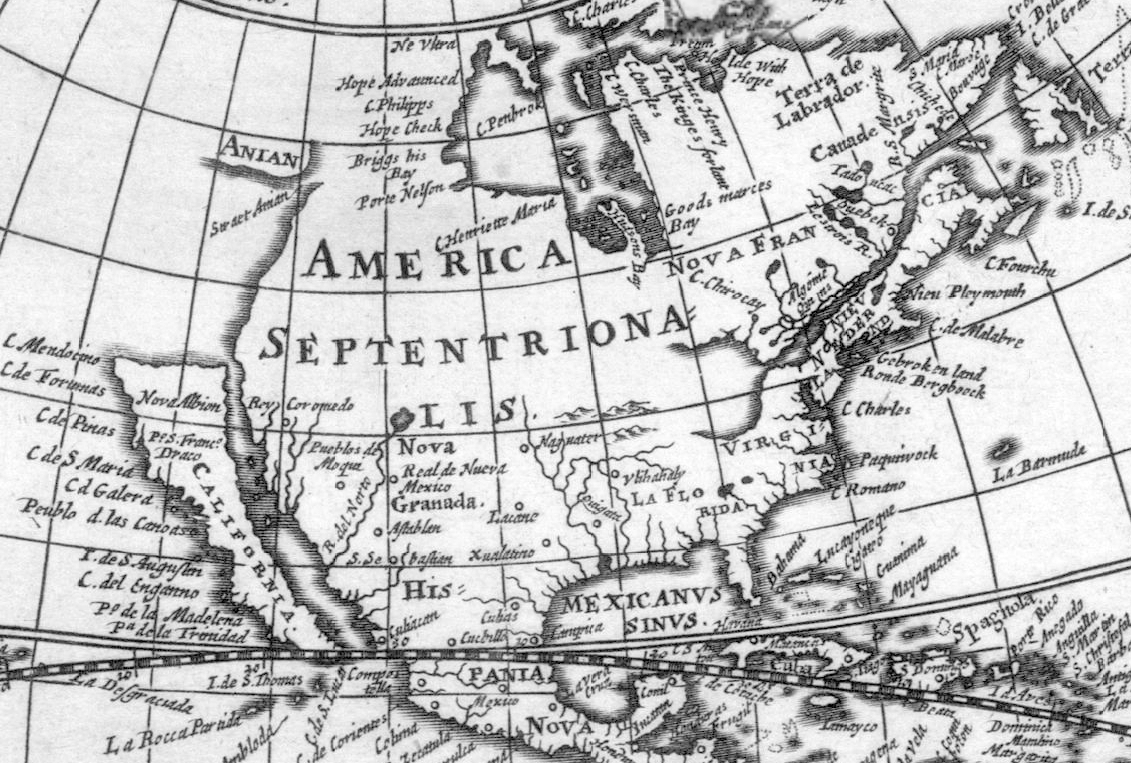
L'Amérique du Nord et l'île de Californie, Hugo Allart, 1685.

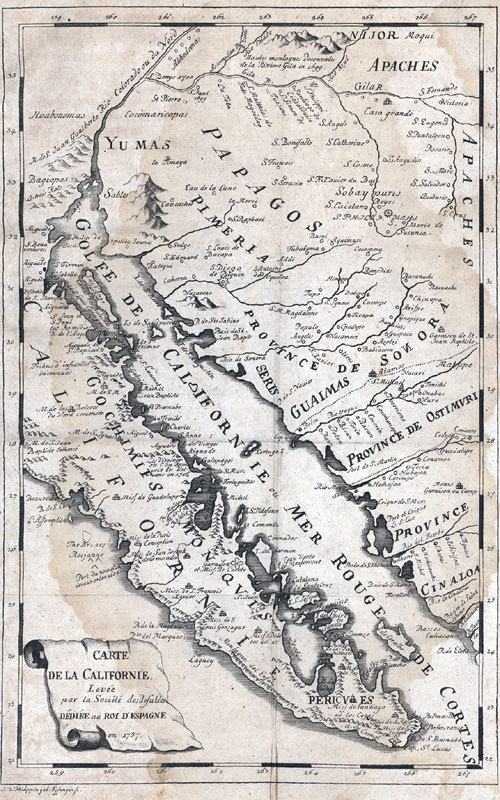
Les Californies en 1766.

### La province de Californie
Elle est instituée en 1768. Monterey est fondée en 1770 et en devient la capitale.

### La province de Californie auXIXesiècle
En 1804, son territoire est divisé entre la Basse-Californie, dite « Vieille-Californie » et la Haute-Californie, ou « Nouvelle-Californie ».
À la suite de l'indépendance du Mexique en 1821, ces provinces espagnoles deviennent des intendances du premier Empire mexicain.
Puis la Haute-Californie devient un territoire américain.